# Tallarín
El tallarín (en italiano taglierini o tagliolini) es un tipo de pasta alargada, de poca anchura y forma achatada que pertenece al conjunto de las paste asciutte (pastas secas) de origen italiano, incluidas dentro de los productos agroalimentarios tradicionales italianos de Molise y Piamonte (donde se los conoce con el nombre piamontés de tajarin). Su anchura suele ser de 2 mm a 2,5 mm aproximadamente; en comparación son más gruesos que los capellini y más angostos que los tagliatelle.
Los que se conocen en toda Europa y en buena parte del mundo occidental provienen directamente de Italia y no deben ser confundidos con preparaciones parecidas, pero distintas, como las procedentes de China, donde se preparan fideos semejantes a los tallarines y a los spaghetti italianos, pero que tienen una historia y una técnica de procesamiento completamente diferente a los de Italia.

## Características
El vocablo «tallarín», y su plural «tallarines», derivan de la palabra italiana taglierini, y ésta del verbo italiano tagliare (tallar, tajar, cortar). En la cuenca del Mediterráneo el precedente directo más antiguo conocido de las pastas es la masa extendida cual una membrana, llamada por los romanos lagănum. En la época romana (y anteriormente con los etruscos) se extendió el uso de una pasta parecida a las láminas de la lasaña en lo que hoy es el Mezzogiorno y que antiguamente se conoció como Magna Grecia. Tal membrana, llamada luego lasagna en italiano (palabra derivada del término griego antiguo lasanon, a través del latín lasănum), sufrió una evolución, a fin de que se pudiera secar y se mantuviera más tiempo. En las regiones meridionales de Italia comenzó a ser «tallada» de diversos modos, principalmente en finas tiras que se colgaban de cuerdas y se exponían al viento y al sol. De allí derivan tanto los tallarines como los spaghetti (del italiano spago, cordón) y otras variedades de pasta similares.

## Forma de consumir los tallarines

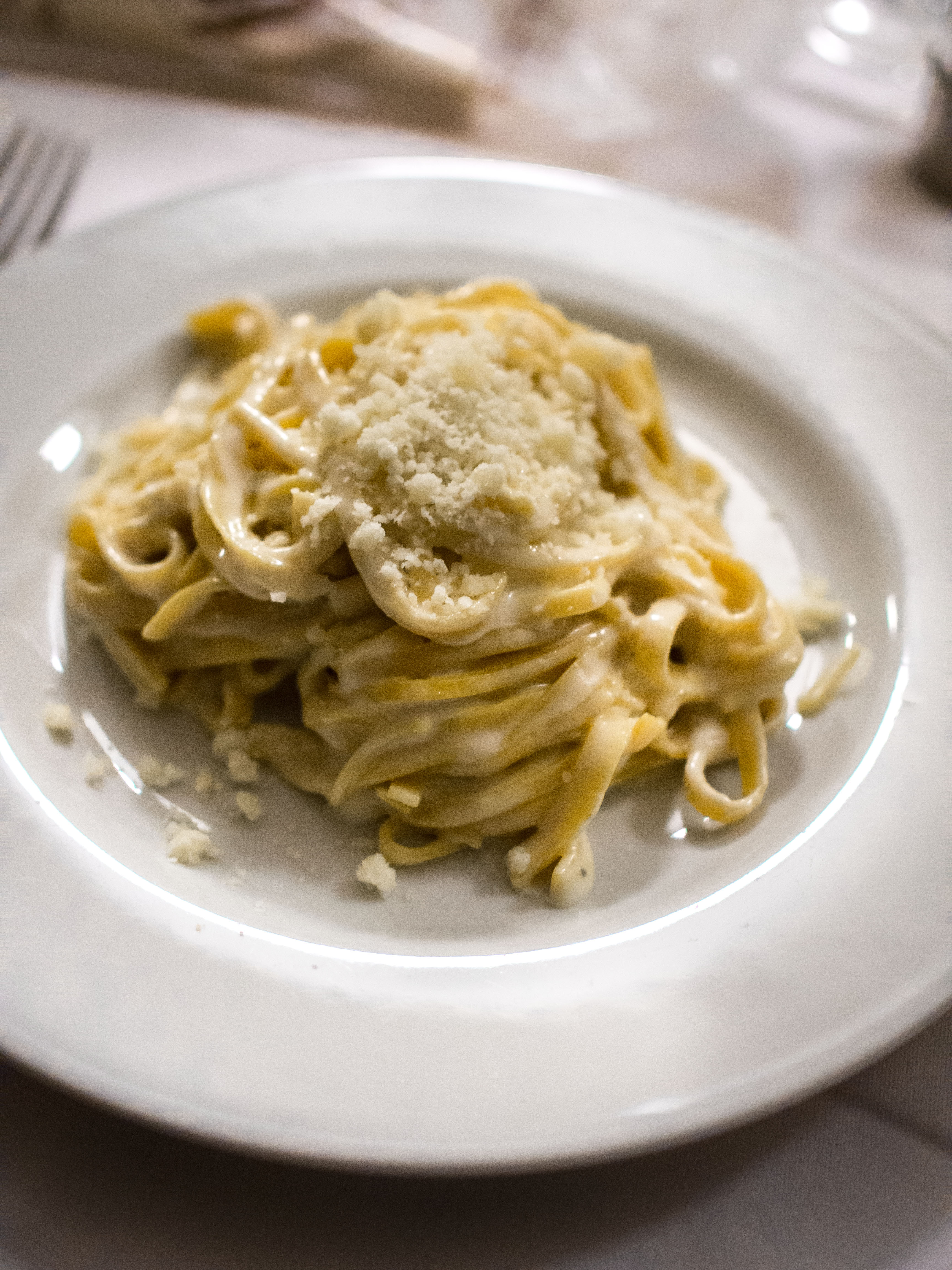
Tajarin al Castelmagno.

### Italia
La forma inicial de consumir los tallarines, durante la Edad Media, fue simplemente cocinados al dente (esto es de un modo que estén a punto, no demasiado blandos) y acompañados con mantequilla y queso grana padano rallado. Recién entrado el siglo XVIII comienzan a usarse salsas con tomate. Modo particular de este tipo de pasta es la denominada tagliatelle, similar a los fettuccine. Los tagliatelle son pastas al huevo típicas de Bolonia, así como de las regiones de Las Marcas y la Emilia-Romaña. Se ha dicho que fueron creadas en 1487 por un maestro cocinero de apellido Zefirano en ocasión de los esponsales de Lucrezia Borgia con Alfonso I de Este (otra versión habla del matrimonio con Annibale Bentivoglio, hijo de Giovanni II, signore de Bolonia), y que el tal Zefirano se inspiró en los rubios cabellos de la célebre princesa. Pero este origen es una leyenda creada en 1931 por el dibujante y humorista boloñés Augusto Majani.
Los taglietelle se consumen con una salsa llamada ragú. El ragú a la boloñesa se prepara con un sofrito de zanahoria, apio, cebolla y panceta; luego se mezclan con carne de res picada, cociéndolos en un caldo al cual se le añade una pizca de vino y salsa de tomate. Una vez realizado el ragú se le añaden los tallarines. Sin embargo los aliños de los tallarines y los tagliatelle pueden ser muy diversos: setas, trufas, «frutos de mar», arvejas (o guisantes), jamón, rúcula, etc.[cita requerida]

### Río de la Plata
Debido a la inmigración italiana, en Argentina y Uruguay el consumo de tallarines está fuertemente arraigado a la cocina local desde el siglo XIX.
La forma usual de consumo de tallarines durante el siglo XX y el siglo XXI ha sido de un modo criollo llamado all'uso nostro, con tuco o con pesto abundantemente espolvoreados con queso rallado tipo parmesano.[cita requerida] En el Río de la Plata otras salsas que se usan son las llamadas salsa caruso, salsa rosa, fileto, pomarola y putanesca.

### Resto del mundo
En Paraguay y Perú existen variedades como tallarines a la huancaína, tallarines verdes, tallarines con pollo, tallarines lomo saltado, tallarines chifa o tallarines saltados (salteados, donde se fríe la comida a fuego fuerte y en pequeños trozos).
En Chile forman parte de los conocidos porotos con riendas.[cita requerida]
En el oriente de Francia, concretamente en Saboya, forman parte de la cocina tradicional y se nombran taillerins, lo cual significa «pedazo» en francés antiguo. Algunas recetas incluyen setas o acelgas directamente en la masa de la pasta, y hasta arándanos.

## Platos
- Tagliolini al limone[17]
- Tagliolini di Campobasso (típica de Campobasso, región Molise)[18]
- Tagliolini alle verdure[19]
- Tajarin albesi (típica de Alba, región Piamonte)[20]
- Tagliolini con il sugo d’arrosto (con salsa de carne asada)[21]